# Челентано, Адриано
Адриа́но Челента́но (итал. Adriano Celentanoо файле; род. 6 января 1938, Милан, Королевство Италия) — итальянский музыкант, киноактёр, эстрадный певец, автор песен, кинорежиссёр, композитор, общественный деятель и телеведущий. В Италии за свои танцевальные движения получил прозвище «Molleggiato» (с итал. — «На пружинах»).
Челентано является одним из самых успешных и влиятельных исполнителей в истории итальянской музыки — за всю свою карьеру он исполнил около 600 песен, выпустил сорок четыре студийных альбома общим тиражом 150 миллионов экземпляров, а также снялся более чем в сорока кинофильмах. Обладатель двух премий «Давид ди Донателло» за лучшую мужскую роль в картинах «Блеф» (1976) и «Бархатные ручки» (1980). В 1989 году был награждён высшей премией города Милана — Ambrogino d’oro (с итал. — «Золотой Амвросий»). В 2007 году возглавил список «100 самых ярких кинозвёзд» по версии журнала Time Out.
В честь Челентано назван астероид № 6697, открытый 24 апреля 1987 года.

## Биография
Адриано Челентано родился в день Бефаны (праздник шуток и розыгрышей) 6 января 1938 года в Милане, на Виа-Глюк, 14 (итал. Via Gluck, 14). Был пятым ребёнком в многодетной семье, переехавшей из Апулии на север в поисках работы. В момент его рождения матери Адриано уже исполнилось сорок четыре года. В Милане Челентано провёл свои детство и отрочество. В двенадцатилетнем возрасте бросил учёбу в школе и, так как его семья жила бедно, начал работать подмастерьем в часовой мастерской. В юности будущий певец часто изображал известного американского комика Джерри Льюиса, и сестра Челентано послала на конкурс двойников одну из фотографий, где её брат был в образе этого артиста, — в итоге Адриано Челентано занял первое место и выиграл 100 000 лир. В этот период Челентано начал проявлять интерес к музыке, в частности, к рок-н-роллу, который, как и многие другие молодые итальянцы, он услышал в 1955 году на показе фильма «Школьные джунгли», в котором звучала песня «Rock Around the Clock» Билла Хейли. Вдохновлённый этим примером Челентано стал участником рок-группы Rock Boys, в состав которой входили Джорджо Габер, Луиджи Тенко и Энцо Янначчи.
С 1954 года Челентано стал писать и исполнять собственные композиции, а через год начал сотрудничество со своим другом Мики Дель Прете, который в дальнейшем написал для Адриано большое количество песен и долгое время был его главным продюсером. Челентано также был участником музыкальной группы I Ribelli, в которой играл его многолетний друг, ударник Джанни Дель Альо (итал. Gianni Dall'Aglio).
Первое официальное выступление Адриано Челентано состоялось 18 мая 1957 года в Ледовом дворце Милана — совместно с группой Rock Boys он принял участие в «Первом итальянском фестивале рок-н-ролла». В конкурсе участвовали многие итальянские рок-группы, и почти все должны были представить на суд жюри песни известных американских музыкантов. Но Rock Boys рискнули и выступили с авторской композицией «Ciao ti dirò» (с итал. — «Я скажу тебе «чао»»), с которой одержали победу.
13 июля 1958 года Челентано победил на фестивале лёгкой музыки в городе Анкона, исполнив композицию «Il tuo bacio è come un rock» (с итал. — «Твой поцелуй, как рок»), и через два года компания Jolly подписала с ним контракт и выпустила его первый студийный альбом — Adriano Celentano con Giulio Libano e la sua orchestra. В том же году Адриано Челентано был направлен на военную службу в город Казале-Монферрато, а затем — в Турин.

### 1961—1970: Прорыв в карьере
27 января 1961 года певец впервые принял участие в музыкальном фестивале в Сан-Ремо с песней «Ventiquattromila baci» (с итал. — «24 тысячи поцелуев»). Для участия военнослужащего в фестивале потребовалось специальное разрешение от министра обороны Джулио Андреотти. В начале выступления певец повернулся к зрителям спиной, поэтому жюри сочло это невежливым и присудило ему только второе место. Несмотря на это, «Ventiquattromila baci» поднялась на вершину хит-парада и была признана лучшей итальянской песней десятилетия. 19 декабря того же года исполнитель разорвал контракт с Jolly и, собрав своих лучших друзей и единомышленников, создал собственный лейбл звукозаписи — Clan Celentano. Первая пластинка Non mi dir, выпущенная этим лейблом, разошлась более чем миллионным тиражом. В 1962 году певец победил на конкурсе «Кантаджиро», выступив с песней «Stai lontana da me» (с итал. — «Ты далеко от меня»), после чего отправился на гастроли по Франции и Испании, а также создал серию собственных телевизионных программ. В 1963 году в миланском театре «Смеральдо» молодежь устраивает культовый разгром, приветствуя Челентано как лидера национального стиля рок-н-ролла.
В 1966 году Челентано решил вернуться на фестиваль в Сан-Ремо с песней «Il ragazzo della via Gluck» (с итал. — «Парень с улицы Глюка»). Хотя композиция не получила никаких призов, она была переведена на двадцать два языка и более четырёх месяцев возглавляла итальянские хит-парады. Эта композиция, в которой рассказывается о судьбе простого миланского парня, — первая социально-политическая песня Челентано, которая обошла весь мир. Позднее её включили в школьные учебники как призыв к бережному отношению к природе. Тогда же вышел и одноимённый альбом. Через два года певец вновь выступил в Сан-Ремо, на этот раз с песней «Canzone» (1968) Дона Баки, заняв только третье место, но снова — первые места в хит-парадах.
В 1962 году Адриано Челентано и его студия Clan Celentano приняли в свой состав и начали сотрудничество с Доном Баки; при его участии был записан выпущенный в 1968 году альбом Azzurro/Una carezza in un pugno. Заглавная песня с этого альбома — «Azzurro» (с итал. — «Синева»), музыку к которой написал Паоло Конте, а слова — Вито Паллавичини, — стала одной из самых известных в репертуаре Адриано Челентано. Например, фанаты сборной Италии по футболу, которых называют «gli azzurri» (с итал. — «синие»), выбрали «Azzurro» в качестве неофициального гимна для чемпионата мира по футболу 2006. Позднее песню перепевали такие известные певцы и коллективы, как Джанни Моранди, Мина Маццини, Die Toten Hosen и Ricchi e Poveri.
Паоло Конте также написал музыку к песне «La coppia più bella del mondo» (с итал. — «Самая красивая пара в мире»), которая была опубликована ещё в 1967 году в виде сингла и спета в дуэте с супругой Челентано, актрисой Клаудией Мори.
В 1970 году артист в очередной раз выступил на фестивале в Сан-Ремо и впервые победил, исполнив в дуэте с Клаудией Мори песню «Chi non lavora non fa l’amore» (с итал. — «Кто не работает, тот не занимается любовью»).

### Популярность

#### 1970-е и 1980-е
В начале 1970-х годов Челентано придумал и записал композицию «Prisencolinensinainciusol», текст которой состоит из непонятных выдуманных слов, которые ничего не обозначают, что символизирует разобщённость людей, неспособных понять друг друга. Песня долго оставалась в верхних строчках европейских хит-парадов и попала в американские поп-чарты. Композиция исполняется речитативом, что можно расценить как один из первых рэп-экспериментов. В конце 2009 года композиция стала интернет-мемом.
В 1972 году на LP вышел альбом I mali del secolo, все композиции которого были сочинены самим Челентано. Большинство из них посвящено проблемам современного мира. Особенно успешной стала сатирическая песня против загрязнения окружающей среды — «Un albero di trenta piani» (с итал. — «Дерево в тридцать этажей»). Кроме того, была выпущена испанская версия этой композиции — «Un arbòl de 30 pisos». В записи диска принимали участие музыканты из группы Il Balletto di Bronzo. В 1995 году альбом был переиздан на компакт-диске. В 1976 году певец записал альбом Svalutation. Текст одноимённой песни из этого альбома иронически комментировал социальный кризис, существовавший в те годы в Италии, благодаря чему диск вышел на европейский рынок и занял первые места во Франции и Германии.
В 1979 году Челентано выпустил альбом Soli (с итал. — «Наедине»), который продержался на вершине итальянского хит-парада 58 недель. В том же 1979 году был издан альбом Me, live!, записанный во время концерта Челентано 28 августа 1977 года в Чезене, на стадионе «Дино Мануцци».
В 1980 году Челентано выпустил ещё один студийный альбом, над созданием которого работал Тото Кутуньо, — Un po’ artista un po’ no, после чего их сотрудничество прекратилось. Несмотря на это, они остались хорошими приятелями. В общей сложности специально для Челентано Тото Кутуньо написал тринадцать песен.
В 1987 году Челентано вместе с Клаудией Мори единственный раз прибыл в Советский Союз на премьеру своего фильма «Джоан Луй». Несмотря на то, что певец страдает аэрофобией, для СССР он сделал исключение и прилетел на самолёте. Артист дал два концерта в Москве в спортивном комплексе «Олимпийский», ставшие его первыми выступлениями после восьмилетнего перерыва. Центральное телевидение записало телеверсию концерта.
С 1987 вплоть до 1991 года в творчестве певца было временное «затишье» — за эти годы он не издал ни одного студийного альбома и не снялся ни в одном фильме.

### 1994—2008: Новый период
Однако в 1991 году он возобновил музыкальную деятельность и выпустил альбом Il re degli ignoranti (с итал. — «Король невежд»), состоящий из десяти треков. Пластинка была издана спустя четыре года с момента выхода предыдущего студийного альбома певца — La pubblica ottusità. Диск содержит как ранее не опубликованные композиции, так и ремейки уже издававшихся песен (например, ремейк «Cammino» из альбома Atmosfera 1983 года). В записи пластинки в качестве бэк-вокалистов принимали участие дети Челентано — сын Джакомо, дочери Розита и Розалинда. На две песни из альбома были сняты музыкальные видеоклипы. В том же году певец написал и выпустил одноимённую книгу.
Девяностые годы стали новым этапом в музыкальной карьере Челентано. Полностью отказавшись от съёмок в кино, Челентано начал сотрудничать с новыми авторами и выпускать новые музыкальные альбомы. В 1994 году, после трёхлетнего перерыва, певец выпустил новый студийный альбом Quel punto и 18 мая того же года вернулся на сцену, отправившись в концертное турне по Италии и за границей. В 1995 году исполнитель выпустил свой первый и единственный сборник ремиксов — Alla corte del remix, в создании которого приняли участие такие музыканты, как Alex Party, DJ Cerla и Скэтмэн Джон. 27 сентября того же года исполнитель выступил на благотворительном концерте, посвящённом больным детям, который проходил во французском городе Лурде. Концерт был организован несколькими итальянскими деятелями искусства, среди которых были Джанни Моранди и Могол. В 1996 году в сотрудничестве с композитором Карло Маццони и аранжировщиком Фио Дзанотти Челентано записал диск Arrivano gli uomini, состоящий из одиннадцати новых треков. Альбом пользовался большим успехом не только в Италии, но также в Германии и других европейских странах. 27 сентября 1997 года певец выступил на концерте в Болонье, посвящённом 23-му Национальному евхаристическому конгрессу, на котором присутствовал Иоанн Павел II.
В 1998 году Клаудия Мори предложила мужу записать диск с популярной певицей Миной. В результате количество проданных экземпляров их совместного альбома Mina Celentano составило около 1 600 000 единиц, благодаря чему диск стал самым продаваемым альбомом в творчестве Мины. На одну из песен с альбома был снят мультипликационный видеоклип.
В 1999 году Челентано начал сотрудничать с композитором Джанни Белла, а также продолжил работать с известным поэтом-песенником Моголом. Совместно с ними певец записал и выпустил пять студийных альбомов, первым из которых стал диск Io non so parlar d’amore (с итал. — «Я не умею говорить о любви»). Он разошёлся двухмиллионным тиражом и пробыл в итальянских чартах 100 недель, тем самым позволив исполнителю вернуть к себе внимание широкой публики. Альбом включает в себя такие композиции, как «Gelosia» (с итал. — «Ревность»), «Senza amore» (с итал. — «Без любви»), «L’emozione non ha voce» (с итал. — «Чувство не имеет голоса»), а также «L’arcobaleno» (с итал. — «Радуга»), которая посвящена Лучио Баттисти — популярному итальянскому певцу и композитору, умершему в 1998 году.

#### 2000-е
Спустя год Челентано решил не прерывать сотрудничества с Белла и Моголом, записав и выпустив диск Esco di rado e parlo ancora meno. Однако в альбоме есть две песни, написанные другими авторами — композиторами Карло Маццони и Ивано Фоссати. В результате диск получился успешным — в 2001 году он стал платиновым. Кроме того, было продано около 1,8 млн экземпляров, хотя на момент выхода предыдущий альбом, Io non so parlar d’amore, всё ещё оставался в «Топ-50» самых продаваемых альбомов Италии.
В 2002 году вышел следующий альбом — Per sempre. Диск имел большой успех как в Италии, так и за её пределами. В записи нескольких песен принимал участие популярный американский джазовый композитор и пианист Чик Кориа. Отдельно стоит выделить композицию Джанни Белла «Confessa», как и снятый на неё музыкальный видеоклип: на YouTube он собрал более семи миллионов просмотров. Данный альбом был издан в пяти вариантах: самостоятельный CD, SACD, CD DigiPak, LP и CD+DVD-Video. В 2004 году в качестве приглашённого гостя Челентано присутствовал на фестивале в Сан-Ремо. В том же году он выпустил очередной студийный альбом — C’è sempre un motivo. Диск включает неопубликованную ранее песню «Lunfardia» известного итальянского барда Фабрицио де Андре, написанную незадолго до его смерти, и ремейк «Il ragazzo della via Gluck», исполненный вместе с Сезарией Эворой в музыкальных ритмах Кабо-Верде, — в альбоме он назван «Quel casinha», а оригинальный текст заменён на новый, написанный на креольском языке. В своём интервью журналу Sorrisi от 11 ноября 2004 года Челентано прокомментировал этот необычный дуэт так:

Я всегда слушал и люблю музыку Сезарии, которая хранит дух её культуры. Однажды я попросил Клаудию разыскать её, чтобы предложить спеть вместе. Но я плохо себе представлял, о чём её попросить. Во время беседы я сказал, что мне было бы приятно спеть вместе с ней. Или одну из её замечательных вещей, или «Парня с улицы Глюк», аранжированного и с текстом, переложенным её группой. Она захотела послушать песню. Ей очень понравилось, и она одобрила эту последнюю идею.— А. Челентано
Титульную песню «C'è sempre un motivo» написал композитор Карло Маццони, с которым Челентано уже сотрудничал при записи своих предыдущих альбомов. Она же стала и первым синглом с альбома. Диск также содержит кавер на песню «Bensonhurst Blues» Арти Каплана из фильма «За шкуру полицейского» — в альбоме Челентано композиция называется «Vengo dal jazz». Изначально C’è sempre un motivo издавался в различных вариантах: самостоятельный CD, издание CD+DVD-Video, а также на LP. Однако 14 октября 2005 года вышла новая версия, отличающаяся от предыдущей наличием дополнительной песни «L’indiano», написанной итальянским композитором Паоло Конте.
Ещё одним подтверждением популярности Челентано стал антологический сборник Unicamente Celentano из трёх дисков, вышедший в ноябре 2006 года, — за шесть месяцев было продано свыше 350 тысяч экземпляров. Один из дисков включает в себя новую версию песни «Oh Diana», которую Челентано исполнил совместно с певцом Полом Анкой.
В конце 2007 года, незадолго до своего семидесятилетнего юбилея, Челентано выпустил свой 40-й студийный альбом — Dormi amore, la situazione non è buona. Диск является его пятой и последней на данный момент совместной работой с Белла и Моголом. На диске присутствуют композиции, сочинённые и другими авторами, — например, одну из песен написал рэпер Неффа. В создании диска приняли участие известные музыканты: для записи первого сингла с альбома, «Hai bucato la mia vita», Челентано пригласил пианиста и композитора Лудовико Эйнауди. Альбом за два месяца стал четвёртым платиновым диском в репертуаре исполнителя. Он был очень тепло встречен публикой и профессиональными критиками. Большинство обозревателей отметило, что альбом, безусловно, получился одним из самых «минорных» в карьере певца.
В 2008 году вышел новый двухдисковый сборник — L’animale, включающий в себя Canzoni d’amore (с итал. — «Песни о любви») и Canzoni contro (с итал. — «Песни против»). Всего в новый CD-сборник вошло 28 треков, среди них — и две ранее не опубликованные песни. Одна из них, «Sognando Chernobyl» (с итал. — «Сны о Чернобыле»), о Чернобыльской катастрофе, которая написана самим Челентано. По ней был снят 11-минутный музыкальный видеоклип, показывающий последствия Чернобыльской аварии. В своём интервью газете La Stampa певец отметил, что поводом для написания этой композиции стало «откровенно безответственное решение правительства о строительстве новых атомных электростанций». Вторая новая песня, «La cura» (с итал. — «Оберег»), — это кавер на одноимённую композицию другого итальянского певца, Франко Баттиато. По словам самого Челентано, этот альбом раскрывает две стороны его души — Любовь и Протест.

### 2011—2016: Новый альбом и возвращение на большую сцену
29 ноября 2011 года Челентано выпустил новый альбом — Facciamo finta che sia vero, в создании которого впервые за долгое время не участвовали постоянные партнёры певца — композитор Джанни Белла и поэт Могол. Диск стал первым студийным альбомом исполнителя после четырёхлетнего перерыва. Изначально планировался одновременный выход диска и мультсериала «Адриан», где Челентано выступает в качестве режиссёра и художественного директора, в начале 2012 года, так как они должны были быть составными одной истории. Однако 28 сентября 2011 года в итальянской газете Corriere della Sera появилась статья, в которой сообщалось о скором выходе первого сингла с нового альбома Адриано Челентано. Диск является совместной работой Челентано с такими певцами и композиторами, как Франко Баттиато, Джулиано Санджорджи, Ману Чао, Фил Палмер, а также рэпер Джованотти и пианист Рафаэль Гуалацци, представитель Италии на Евровидении 2011. За две недели после выпуска было продано более 150 000 экземпляров альбома в Италии, благодаря чему он стал пятым платиновым диском в творчестве певца. На песню «Non so più cosa fare» с этого диска был снят и выпущен музыкальный видеоклип, в котором снялись все четыре исполнителя данной песни — Челентано, Джованотти, Франко Баттиато и Джулиано Санджорджи.
3 декабря 2011 года Челентано выступил в Генуе на вечере итальянского комика Беппе Грилло, где исполнил две композиции. Концерт транслировался в прямом эфире на сайте YouTube. В конце 2011 года певец открыл в Интернете собственный блог, новый сайт, официальную страницу в социальной сети Facebook, а также зарегистрировал видеоканал на YouTube, где разместил несколько своих музыкальных клипов.
14 февраля 2012 года Адриано Челентано впервые после многолетнего перерыва выступил на открытии фестиваля итальянской песни в Сан-Ремо, где исполнил несколько песен, в том числе новых. Его появление на сцене не подтверждалось до самого последнего момента, и он не участвовал ни в одной репетиции. К тому же поначалу компания RAI не одобряла идею его выступления, поскольку певец в последнее время выступает с критикой итальянских властей. Тем не менее выступление Челентано было самым ожидаемым и в итоге стало главным «гвоздём» фестиваля. Перед выходом певца на сцену зрителям была показана пиротехническая увертюра, а также фрагменты фильма «Враг у ворот» о Сталинградской битве. Во время выступления, длившегося около пятидесяти минут, Челентано говорил о европейском кризисе, проблемах католической церкви, «техническом» правительстве, референдуме, Конституционном суде и цензуре телекомпании RAI, которая проводит и демонстрирует в прямом эфире фестиваль. Вместе с Челентано выступили также ведущие фестиваля Джанни Моранди и Пупо. Участие Челентано в фестивале вызвало широкий резонанс в итальянских СМИ, причиной которого послужил ряд резких высказываний Адриано в адрес двух итальянских изданий — Avvenire и Famiglia Cristiana:

Бесполезные газеты, такие как Avvenire и Famiglia Christiana, определённо должны быть закрыты. Они занимаются политикой, а не Богом и его делами, не утешением страждущих. В их лицемерных текстах разговор о Боге занимает слишком мало места.— А. Челентано, Фестиваль итальянской песни в Сан-Ремо
Спустя 18 лет после своего концертного турне по Италии и Европе Адриано Челентано вернулся на большую сцену. Две части новой концертной программы под названием Rock Economy прошли 8 и 9 октября 2012 года в знаменитом Амфитеатре в Вероне. Вместе с Челентано выступил популярный певец Джанни Моранди. В концертах были представлены как старые хиты, так и песни из более поздних альбомов (в том числе из Facciamo finta che sia vero). Бо́льшая часть билетов на концерт была продана по символической цене — всего 1 евро за штуку. Они поступили в продажу за три месяца до шоу и были раскуплены за считанные часы. Показатели телеканала Canale 5, который транслировал концерт в прямом эфире, стали лучшими в прайм-тайм за последние пять лет — девять миллионов зрителей. Новое шоу певца многие критики назвали событием мирового масштаба. 4 декабря того же года было выпущено концертное издание CD/DVD — Adriano Live.
- Soli (1979)

Накануне собственного 75-летнего юбилея актёр разместил в своём блоге ранее не публиковавшуюся запись с кинопробой на роль в советско-итальянском фильме «Они шли на Восток». Несмотря на то, что Челентано успешно прошёл пробы, он не стал сниматься в этой картине, так как не хотел надолго расставаться со своей женой Клаудией Мори.
19 февраля 2013 года на официальном YouTube-канале появилась новая песня — «Ti fai del male», посвящённая парламентским выборам в Италии. Сочинённая самим Челентано и длящаяся дольше шести минут композиция охватывает различные темы: от проблем окружающей среды до выборов и движения «Пять звёзд», организованного итальянским комиком-политиком Беппе Грилло. Основная часть текста композиции сводится к одной фразе — «если ты не голосуешь, то причиняешь себе зло» (итал. se non voti ti fai del male). Это является своеобразным призывом людей к тому, чтобы не оставаться равнодушными по отношению к предстоящим выборам. 19 ноября 2013 года певец выпустил новый четырёхдисковый сборник …Adriano, содержащий как уже полюбившиеся хиты, так и три новые песни. 28 октября 2014 года записал и выпустил новую версию одного из своих «классических» хитов — «Un bimbo sul leone», в дуэте с певицей Фиореллой Маннойа.
11 ноября 2016 года вышел новый студийный альбом Челентано и Мины — Le migliori. Это уже вторая по счёту их совместная работа после диска Mina Celentano. Слухи о новом диске начались в марте 2015 года после сообщения из блога Адриано, где он поздравил Мину с 75-летием. По информации газеты Corriere della Sera, запись альбома началась летом 2015 года. Челентано работал над диском в Гальбьяте, Мина — в Лугано. Продюсеры альбома — Клаудия Мори (жена Челентано) и Массимилиано Пани (сын Мины).

### 2019: Adrian
В начале 2019 года Челентано представил публике свой новый проект, над которым художники работали десять лет: анимационный сериал Adrian в 9 сериях (изначально планировалось 13 серий), нарисованный в стиле киберпанк. Режиссёром, продюсером и сценаристом выступил сам Адриано. Мультсериал рассказывает про приключения молодого часовщика, которому Челентано подарил свой голос и внешность, и его боевой подруги Гильды, списанной с Клаудии Мори. Плутоватый, но романтичный Адриан ввязывается в сомнительные аферы, но неизбежно выходит из всех ситуаций победителем. Первые два эпизода мультсериала были показаны 21 и 22 января 2019 года в прайм-тайм на итальянском Canale 5.
В ноябре 2019 года Челентано выпустил музыкальный альбом Adrian, в который вошли композиции из саундтрека к одноимённому мультсериалу. В этот альбом собраны песни на итальянском и английском языках в исполнении Адриано.

## Карьера в кино
Первым успехом Челентано в кино стало участие в фильме Лучо Фульчи «Ребята и музыкальный автомат» 1959 года, а в следующем году ему повезло сняться в картине Федерико Феллини «Сладкая жизнь» в эпизодической роли рок-певца. Его режиссёрским дебютом стал фильм «Суперограбление в Милане», где, помимо Челентано, сыграла его супруга Клаудия Мори, а также его друзья из «Клана». Картина является пародией на гангстерские комедии, популярные в те годы.
Вплоть до 1969 года Челентано продолжал исполнять эпизодические роли (в основном музыкальные), но особой популярности в кино ещё не имел. Важным поворотом в карьере Челентано является фильм «Серафино» режиссёра Пьетро Джерми. В картине показана лирическая история простого деревенского парня — глуповатого, но имеющего доброе и любящее сердце. По сути, это его первая серьёзная роль в фильме известного режиссёра. Сам Джерми отзывался об артисте так:

Создаваемый им образ сродни персонажам народной комедии — он простоват и лукав, наивен и мудр одновременно. […] Он настолько уверенно работает на съёмочной площадке, так старается вникнуть во все стороны кинопроизводства, что мне кажется, он скоро сам станет режиссёром.— Пьетро Джерми
В 1969 году этот фильм получил золотой приз VI Московского кинофестиваля.

### Успех
После выхода картины «Серафино» Челентано постоянно снимался в кино — ежегодно в прокат выходил как минимум один фильм с его участием. В этот период он работал с такими знаменитостями, как актёр Энтони Куинн (комедия «Блеф» режиссёра Серджо Корбуччи), режиссёр Дарио Ардженто (военная трагикомедия «Пять дней») и актриса Софи Лорен (драма «Белый, красный и…» Альберто Латтуада), что являлось подтверждением роста его актёрского мастерства.

«Юппи-ду» — это крик наслаждения. Крик любви между женщиной и мужчиной. Но также это крик сожаления из-за насилия женщины и из-за потери друга. Это очень наивный фильм, который будет интересен и через двадцать лет.— А. Челентано
1978 год тоже является очень важным в карьере артиста — Челентано снял и выпустил автобиографический фильм «Безумец Джеппо» (где сыграл известного эстрадного певца, выбравшего любовь вместо славы и денег), а также начал сотрудничество с режиссёрским дуэтом Кастеллано и Пиполо — в общей сложности он снялся в восьми их фильмах. Первой их совместной картиной стала скандальная комедия «Дядя Адольф по прозвищу Фюрер», где Челентано исполнил сразу две роли. Но наиболее известной картиной этого творческого союза, безусловно, является фильм «Укрощение строптивого» 1980 года, в котором партнёршей Челентано была актриса Орнелла Мути. Картина в пародийном ключе повторяет сюжетную линию пьесы Уильяма Шекспира «Укрощение строптивой», где своенравную и капризную героиню вразумлял мужчина. Фильм с большим успехом шёл в кинотеатрах многих стран, собрав в прокате 20 миллиардов лир. Через год была снята ещё одна комедия, где Адриано и Орнелла снялись вместе, — «Безумно влюблённый», которая тоже оказалась успешной, собрав 21 миллиард лир.
В 1982 году Челентано снялся в роли человека-обезьяны, нового Тарзана в фильме «Бинго-Бонго» режиссёра Паскуале Феста Кампаниле. Роль является одной из самых необычных работ Челентано в кино, так как для съёмок артисту почти не пришлось учить текст — на протяжении всей картины его персонаж лишь издаёт нечленораздельные звуки, напоминающие звериное рычание, и только в финале начинает разговаривать. Фильм является аллегорической притчей о человеке и природе, о бережном отношении к животным. Эта комедия предваряет проблематику следующего фильма, снятого самим Челентано, — «Джоан Луй».

### Поздние работы
25 декабря 1985 года состоялась премьера нового фантастического мюзикла «Джоан Луй», где Челентано снова выступил как режиссёр, композитор и актёр. Фильм рассказывает о втором пришествии Мессии на Землю и является апокалипсическим мюзиклом о конце света. При колоссальных затратах в шестнадцать миллиардов лир картина не окупила и половины своего бюджета, получив неодобрительные отзывы критиков. Обозреватели отмечали отсутствие конкретной идеи фильма, некую «сумбурность» сюжета и странный сценарий. Спустя год Челентано возобновил сотрудничество с Кастеллано и Пиполо и снялся в приключенческой комедии «Ворчун», исполнив роль адвоката Тито Торризи. После этого Челентано не работал в кино в течение пяти лет.
В 1992 году Челентано вернулся в кинематограф, снявшись в своём последнем на сегодняшний день фильме — фантастической комедии «Джекпот», где выступил не только как актёр, но и как один из авторов сценария. Картина получила крайне негативные оценки кинокритиков и провалилась в прокате — при бюджете в восемнадцать миллиардов фильм собрал лишь 105 миллионов лир. На этом крупные кинематографические роли актёра закончилась. Одним из поздних опытов Челентано в игровом кино можно считать главную роль в детективном сериале «Инспектор Глюк», который транслировался в рамках шоу 125 milioni di caz..te в 2000 году. В своём интервью газете «Аргументы и факты» на вопрос журналиста о том, почему Челентано перестал сниматься в кино, артист ответил следующее: «Да надоело. К тому же нет хорошего сценария, чтобы мне понравился. Пусть лучше люди восторгаются, в каких замечательных фильмах Челентано когда-то снимался, нежели начнут плеваться — да что он, голодает, что ли, зачем согласился играть в таком кошмаре?».

## Работа на телевидении
В 1987 году он был ведущим восьмого сезона шоу Fantastico. В программе в качестве приглашённых звёзд принимали участие многие знаменитости, в том числе деятели искусства — например, кинорежиссёр Никита Михалков, певец Элтон Джон и музыкальная группа Bee Gees. В одном из выпусков, который транслировался 7 ноября 1987 года накануне референдума, зрителям был показан сюжет об убийстве тюленей. Челентано выступил с монологом в защиту животных, после чего написал на доске фразу «охота против любви» (итал. la caccia è contro l'amore) и призвал телезрителей писать её на бюллетенях, чтобы таким образом люди выступили против охоты. В результате этого огромное количество бюллетеней было испорчено, а Челентано, которому по итальянским законам грозила тюрьма, заплатил государству двести миллионов лир.
В 1991 году на итальянском телевидении вышла программа Adriano Celentano a Notte Rock (с итал. — «Ночной рок»), в которой артист отвечал на вопросы молодых людей, приехавших в студию из Милана и его пригородов. В рамках данной передачи были показаны два музыкальных видеоклипа на песни из альбома Il re degli ignoranti.
В 1999 году вышло четыре эпизода программы Francamente me ne infischio (с итал. — «Сказать по правде — мне плевать»), где обсуждались социальные и музыкальные темы. Гостями передачи стали такие известные люди, как Джо Кокер, Джанни Моранди, Том Джонс, Дэвид Боуи, а также Горан Брегович. Соведущей Челентано была актриса Франческа Нери. В 2000 году на международном фестивале «Золотая Роза» программа была награждена призом «Серебряная роза». В 2001 году на итальянском телевидении выходило ещё одно авторское телешоу Адриано Челентано — 125 milioni di caz..te, что в смягчённом переводе на русский язык означает «125 миллионов хр..ни». В одном из выпусков, во время номера с Дарио Фо, Челентано неудачно подпрыгнул, упал и сломал ногу. Но, несмотря на этот факт, программа не была закрыта, и певцу пришлось вести последующие выпуски с гипсом на ноге. В рамках данного телешоу транслировался детективный мини-сериал «Инспектор Глюк» (итал. L’ispettore Gluck), где Челентано сыграл главную роль. В 2002 году Челентано принял участие в программе Джанни Моранди Uno di noi, где исполнил две песни — «L’emozione non ha voce» и «Confessa».
В октябре 2005 года стартовало шоу Rockpolitik (с итал. — «Рокполитик»), в котором Челентано снова выступил как ведущий. Гостями передачи были такие знаменитости, как французский актёр Жерар Депардьё, итальянский певец Эрос Рамаццотти, актёр Роберто Бениньи и американская певица Патти Смит. Все выпуски программы открывались под аккомпанемент электрической гитары, что символизировало идеологическую концепцию передачи — своеобразное «деление» мира на рок и «попсу». Ведущий программы вместе со своими гостями обсуждал, иногда в сатирическом ключе, общественные и политические вопросы и выступал с критикой правительства.
Зрители в студии размещались на ярусных трибунах, окружённых огромными декорациями, изображающими город в американском стиле, с огромным мостом и силуэтами небоскрёбов. Также в студии были размещены два огромных светодиодных экрана: один из них располагался вдоль сцены со студийным оркестром, а второй использовался в качестве эффектного задника для сцены, на которой выступали артисты — гости шоу.
Первый выпуск программы вышел 20 октября 2005 года. Широкий резонанс вызвал ряд резких высказываний Челентано в адрес итальянского правительства и, в частности, Сильвио Берлускони, действующего на тот момент премьер-министра Италии. Не последнюю роль в этом конфликте сыграл и неоднозначный номер с «письмом премьер-министру», в котором Челентано назвал его «Коррупцьони». Берлускони очень обиделся и так отозвался о программе:

Программа Челентано — лишь последний эпизод той атаки, которую СМИ ведут с 2001 года на правительство и его председателя.— С. Берлускони
Программа побила все рекорды по телевизионным рейтингам — премьерный выпуск посмотрело более одиннадцати миллионов телезрителей. Несмотря на это, после выхода четырёх частей шоу прекратило своё существование, хотя каждый из выпусков в среднем собрал 48 % аудитории. 20 ноября 2006 года вышла одноимённая книга, посвящённая этой программе. 2 декабря того же года певец принял участие в программе Фабио Фацио Che tempo che fa в качестве приглашённого гостя, где исполнил три песни.
26 ноября 2007 года на телеканале Rai 1 вышло новое шоу Адриано Челентано — La situazione di mia sorella non buona. Программа была снята в студии звукозаписи, построенной в аудитории RAI в Милане. В передаче был инсценирован процесс записи альбома Dormi amore, la situazione non è buona, а также поднята тема атомных электростанций и проблем, связанных с этой отраслью энергетики. Название передачи — «С моей Сестрой не всё в порядке» — является цитатой из песни «La situazione non è buona», где под «Сестрой» подразумевается планета Земля, по аналогии со знаменитым «Гимном творений» (итал. Cantico delle Creature) Святого Франциска. В рамках этого шоу Челентано спел четыре песни из нового на тот момент альбома.
Адриано Челентано несколько раз принимал участие в съёмках рекламных роликов. В 1980 году он озвучил мультипликационный ролик фирмы Pirelli, в 1987-м артист снялся в рекламе стирального порошка немецкой фирмы Dash, а в 1995-м — в рекламе компании государственных железных дорог Италии Ferrovie dello Stato.

## Оценка творчества
Челентано примечателен тем, что сумел проявить себя не только как актёр, но и как режиссёр, телеведущий, певец и композитор. Во многом он оказался первым: один из первых начал исполнять рок-н-ролл и рэп на итальянском языке, один из первых основал свою собственную независимую студию звукозаписи, один из первых стал выступать на стадионах. Его репертуар состоит из песен различных музыкальных направлений: итало-диско, блюз, рэп, электронная музыка, баллада, синтипоп, румба, романтический рок. Большинство композиций Челентано позднего периода характеризуются использованием электрогитары в качестве солирующего инструмента. В некоторых песнях Адриано использовал вымышленный язык «челентанеска» (итал. celentanesca), по звучанию напоминающий смесь английского и итальянского. Тексты его песен — не только о любви, они затрагивают и острые социально-политические темы, особенно в поздний период творчества. Через музыку певец пытается донести до слушателя то, во что он верит. «Высший долг артиста — протестовать против несправедливости», — считает он. Благодаря выразительности голоса и внушительному вокальному диапазону Челентано стал одним из самых популярных итальянских певцов. 
Я верю, что музыка — это голос особого духа, задача которого собирать мечты мира, и который, проходя через сознание людей, способен уладить, пусть даже на короткое время, их раздоры или потрясти души, разрушая социальные неудобства.
По своей природе Челентано — экспериментатор: в разное время он пел в дуэте со многими другими известными исполнителями: с Сезарией Эворой («Quel casinha»), Миной Маццини («Acqua e sale», «Brivido felino», «Che t’aggia di'», «Dolce fuoco dell’amore», «Io non volevo», «Messaggio d’amore», «Sempre sempre sempre», «Specchi riflessi»), Надой («Il figlio del dolore»), Бьяджо Антоначчи («L’emozione non ha voce»), Полом Анкой («Oh Diana»), Франко Баттиато («Facciamo finta che sia vero»).
Блестяще удалась Челентано и кинематографическая карьера. Снявшись более чем в сорока картинах, артист предстал перед зрителем в различных образах: рубаха-парень, мрачный женоненавистник, изысканный аристократ, убеждённый коммунист, ослепительный покоритель дамских сердец, гангстер и простой уличный певец. Особенно успешно актёру удавались роли обаятельных обманщиков. Обладая далеко не модельной внешностью, Челентано стал мировым секс-символом. Артист, по своим собственным словам, регулярно получал письма от советских поклонниц. Большинство фильмов, в которых он снялся — комедии, однако Адриано работал и в других жанрах кино: фантастический мюзикл, военная драма, деревенская баллада и лирическая мелодрама.
Неповторимая пластика — отличительная черта артиста: во многих своих комедиях он показывал запоминающиеся танцевальные этюды, что придавало его образам дополнительное обаяние. Отдельного упоминания достойны и остроумные гэги, которые Челентано, по его собственным словам, в большинстве случаев придумывал прямо на съёмочной площадке: «Всё делается спонтанно. Но когда это повторяется часто и в разных вариациях, — это уже профессия. Багаж, который всегда с собой. Инстинкт — это моя поэтика, мой метод». В большинстве картин артист оставался верен своей эксцентрической натуре, старался создать иллюзию абсолютной самопроизвольности всего происходящего на экране. Что касается личных предпочтений актёра, то в одном из своих интервью Адриано заявил, что режиссёр, у которого он ещё хотел бы сняться, — это Квентин Тарантино. Среди любимых актёров Челентано выделяются Кларк Гейбл и Фред Астер.

## Личная жизнь
Адриано Челентано познакомился со своей будущей женой, актрисой Клаудией Мори, на съёмках фильма «Какой-то странный тип». 14 июля 1964 года они тайно обвенчались в церкви Святого Франциска в городе Гроссето. Клаудия также занимает должность исполнительного директора компании Clan Celentano. У них трое детей: дочери Розита и Розалинда и сын Джакомо. Джакомо — тоже певец, а Розалинда — киноактриса. В ноябре 2004 года у Джакомо Челентано родился сын Самуэле — до настоящего момента единственный внук Адриано и Клаудии. 14 июля 2014 года пара отметила золотую свадьбу.
Челентано интересуется футболом и болеет за миланский «Интер» — в 2008 году он выступил на концерте в честь столетия любимого клуба. Любимым хобби артиста по сей день остаётся ремонт часов. Также певец увлекается теннисом, бильярдом, фотографией, шахматами и любит готовить.
В 2014 году Челентано, как и многие другие знаменитости, принял участие в благотворительной акции ALS Ice Bucket Challenge, вылив на себя ведро ледяной воды и выложив видео на свой YouTube-канал.

Он весь инстинкт, одарённость, исступление. В течение многих лет он создаёт образ «рубахи-парня» и верен ему по сей день.— Дарио Фо
У Адриано Челентано большое количество двойников, в связи с чем в СМИ, в особенности российских, зачастую происходит путаница. Большинство двойников называет себя «лицензированной копией» артиста, хотя достоверной информации о разрешении Челентано на такую деятельность нет. Ошибки допускаются даже в федеральных СМИ — в репортаже Первого канала, приуроченном к 75-летию певца, были использованы фрагменты выступления двойника по имени Адольфо Себастьяни, а фотография другого двойника артиста даже используется на странице Челентано в сервисе Google Play.
В 2022 году Челентано признался, что у него был роман с Орнеллой Мути во время съемок фильма «Укрощение строптивого».

### Убеждения
В ряде СМИ неоднократно публиковались предположения, что с 2005 года Челентано является вегетарианцем и выступает в защиту прав животных (по его собственным словам, исключение составляют насекомые). Певец указывает на следующие преимущества вегетарианства: здоровье, удар по индустрии «холокоста» сознательных живых существ, возможность объявить о том, что «не из-за меня ягнята и козлята забиваются на скотобойнях на Рождество и Пасху». По вероисповеданию Адриано — католик. «Я верю в Бога и считаю, что он есть в каждом человеке», — говорит музыкант.
Адриано Челентано неоднократно резко высказывался в адрес итальянского правительства — до сих пор он является одним из активных оппозиционеров. Челентано выступает против загрязнения окружающей среды, сноса архитектурных памятников, недобросовестности властей, а также против политической цензуры в средствах массовой информации.

## Награды и номинации
- Кавалер ордена «За заслуги перед Итальянской Республикой» (2 июня 2017 года)[163]

### Музыка
| Год  | Конкурс                                  | Песня/Альбом                           | Результат    |
| ---- | ---------------------------------------- | -------------------------------------- | ------------ |
| 1957 | Первый итальянский фестиваль рок-н-ролла | «Ciao ti dirò»                         | Победа       |
| 1958 | Фестиваль лёгкой музыки в Анконе         | «Il tuo bacio è come un rock»          | Победа       |
| 1961 | Фестиваль Сан-Ремо                       | «Ventiquattromila baci»                | Второе место |
| 1962 | Кантаджиро                               | «Stai lontana da me»                   | Победа       |
| 1968 | Фестиваль Сан-Ремо                       | «Canzone»                              | Третье место |
| 1970 | Фестиваль Сан-Ремо                       | «Chi non lavora non fa l’amore»        | Победа       |
| 2001 | Italian Music Awards                     | Esco di rado e parlo ancora meno       | Номинация    |
| 2008 | «Рекордъ»                                | Dormi amore, la situazione non è buona | Номинация    |

### Кино
| Год  | Конкурс                                           | Номинация                             | Фильм             | Результат               |
| ---- | ------------------------------------------------- | ------------------------------------- | ----------------- | ----------------------- |
| 1969 | «Золотая Гролла»                                  | Лучший актёрский дебют в мужской роли | «Серафино»        | Победа                  |
| 1975 | Каннский кинофестиваль                            | Золотая пальмовая ветвь               | «Юппи-ду»         | Номинация               |
| 1976 | Итальянский национальный синдикат киножурналистов | Лучший саундтрек                      | «Юппи-ду»         | Приз «Серебряная лента» |
| 1976 | «Давид ди Донателло»                              | Лучший актёр                          | «Блеф»            | Победа                  |
| 1980 | «Давид ди Донателло»                              | Лучший актёр                          | «Бархатные ручки» | Победа                  |

### Телепроекты
| Год  | Конкурс         | Номинация              | Программа                   | Результат              |
| ---- | --------------- | ---------------------- | --------------------------- | ---------------------- |
| 2000 | «Золотая Роза»  | Лучшее Live Event Show | Francamente me ne infischio | Приз «Серебряная роза» |
| 2005 | Премия «Ideona» | Лучшее Live Event Show | Rockpolitik                 | Победа                 |

## Киновоплощения
- Микеле Ди Джакомо — «Анна Герман» (Польша — Россия — Украина, 2012 г.)

### Комментарии
1. ↑  Миланская улица, названная по имени австрийского композитора Кристофа Виллибальда Глюка.
2. ↑  Вместе они работали с Челентано около трёх лет в начале его карьеры. Джорджио Габер умер в 2003 году. Незадолго до смерти он, вместе с Энцо Янначчи, участвовал в программе Челентано 125 milioni di caz..te — это было его последнее выступление на ТВ. Третий участник группы — саксофониста Луиджи Тенко в 1957 году музыкант приехал на фестиваль в Сан-Ремо с песней «Ciao amore ciao», однако не прошёл в финал и остался на двенадцатой позиции в рейтинге фестиваля. После этого в номере Hotel Savoy его нашли мёртвым[18]. 

В 1974 году в память об этом музыканте была утверждена премия Tenco-Preis.
3. ↑  в казармы Морелли ди Пополо на проспекте Советского Союза (итал. Corso Unione Sovietica)
4. ↑  Как призывник срочной службы Челентано не мог покидать расположение части. Поэтому организаторы телевизионного фестиваля опубликовали в журнале «TV Sorrisi e Canzoni» открытое письмо к Андреотти. Под фотографиями «молодого министра» и артиста излагалась сопровождённая юмором и колкостями просьба разрешить Челентано краткосрочное увольнение для участия в конкурсе, упоминалось и о настигшей певца в казарме болезни горла, «едва не стоившей хирургического вмешательства». Кроме того, один из авторов песни «Ventiquattromila baci» Пьеро Виварелли устроил с помощью своей жены личную встречу с министром. Андреотти ошибочно предположил, что речь пойдёт о некоем проштрафившемся полковнике Челентано, служившем в Анконе, но после того, как недоразумение было устранено, пообещал разобраться в этом деле. Через несколько дней он сообщил в телефонном разговоре, что, хотя военный регламент об участии военнослужащих в культурно-спортивных мероприятиях (принятый ещё в 1920-е гг.) не содержит ни слова о телевидении, прошение об увольнительной для артиллериста Челентано на период Сан-Ремо будет удовлетворено[25].
5. ↑  За исключением первого трека, Ready Teddy, который написан Робертом Блэкуэллом и Джоном Мараскалко.
6. ↑  Песня написана на аргентинском социолекте лунфардо.
7. ↑  Согласно ряду источников, смена авторов была осуществлена по инициативе Клаудии Мори[69].
8. ↑  Во время своего пребывания на фестивале Адриано Челентано сообщил, что картина посвящена Грациано Алонсо, оператору фильма, который трагически погиб во время съёмок сцены на воде. Плот не выдержал, и все упали в ледяную воду — лишь Грациано не удалось спастись[116].
9. ↑  При этом допустив грубую орфографическую ошибку — слово «è» он написал без акцента сверху. Позже это вызвало целую серию критики в его адрес[121]. Челентано получил прозвище «Король невежд», которое впоследствии стало названием одного из его альбомов.
10. ↑  В статье 294 Уголовного кодекса Италии указано, что гражданин, который полностью или частично вмешивается в какой бы то ни было форме, включая вмешательство с применением жестокости, угроз или обмана, в политические права граждан или же убеждает некоторых идти против их мнения, навязывая своё собственное, должен быть приговорён к тюремному заключению сроком от года до пяти лет или к большому штрафу.